# 貝夫鎮區 (密蘇里州富蘭克林縣)
貝夫鎮區（英語：Boeuf Township）是位於美國密蘇里州富蘭克林縣的一個行政鎮區。

## 地方資料
貝夫鎮區的面積為222.40平方千米，當中陸地面積為215.86平方千米，而水域面積為6.54平方千米。根據2020年美國人口普查的數據，當地共有人口2115人，而人口密度為每平方千米9.51人。